# Ad-Dhuha
Ad-Dhuha “As Horas da Manhã” (do árabe: الضحى) é a nonagésima terceira sura do Alcorão e tem 11 ayats.